# Advertencia final de China
La advertencia final china o ultimátum chino es un dicho ruso que hace referencia a que una advertencia no tiene consecuencias reales.

## Origen
El origen se encuentra en las tensas relaciones entre la República Popular de China y los Estados Unidos durante la década de 1950 y 1960 debido a Taiwán. Los aviones de combate estadounidenses patrullaban regularmente el estrecho de Taiwán, lo que motivó a que el Partido Comunista de China presentara protestas formales regulares. Se emitieron más de 900 "advertencias finales" a Estados Unidos por sus maniobras en el estrecho de Taiwán, sin consecuencias finales. Esto hizo que el ultimátum de China se convirtiera en un proverbio ruso.
El primer ultimátum fue lanzado el 7 de septiembre de 1958, durante la segunda crisis del Estrecho de Taiwán. En ese momento, los Estados Unidos consideraban a Taiwán como el único representante legítimo de China. Desde entonces, el ultimátum chino se ha convertido en una frase cliché para los rusos y exrepúblicas soviéticas, a la que se le agrega un número elevado: «advertencia final china 647» o «ultimátum chino 723».